# Oedicodia limbata
Oedicodia limbata är en fjärilsart som beskrevs av Butler 1898. Oedicodia limbata ingår i släktet Oedicodia och familjen nattflyn. Inga underarter finns listade i Catalogue of Life.